# Liste von Schrägseilbrücken
Die Liste von Schrägseilbrücken ist eine Aufstellung erster moderner Schrägseilbrücken, die im Zeitraum ab 1950 fertiggestellt wurden. Die Zahl der Seile wird nur im ersten Abschnitt genannt, um den Übergang von der Anfangszeit mit wenigen Seilen zur Folgezeit mit einer unterschiedlich großen Zahl von Seilen zu verdeutlichen. Inzwischen sind weit über 1000 Schrägseilbrücken entstanden, die hier jedoch nicht genannt werden. Die Auswahl muss notwendigerweise willkürlich sein; sie ist ein Versuch, die Vielfalt der Bauweise und die unterschiedliche Bedeutung der Brücken zu zeigen.
Pylone bestanden anfänglich in der Regel aus Stahl, später ging man zu Pylonen aus Stahlbeton über.

## Erste moderne Schrägseilbrücken (1950–1975)
| Brücke                                                   | Ort                                                        | überbrückt                            | Spannweite in Meter | Stahl Beton Verbund | Planung Architekt                                          | Fertigstellung | Anmerkungen |
| -------------------------------------------------------- | ---------------------------------------------------------- | ------------------------------------- | ------------------- | ------------------- | ---------------------------------------------------------- | -------------- | --- |
| Donzère-Mondragon-Schrägseilbrücke Foto?                 | Frankreich, Pierrelatte                                    | Canal de Donzère-Mondragon            | 81                  | Beton               | Albert Caquot                                              | 1952           | je 3 (× 3) Seile büschelförmig |
| Strömsundsbron                                           | Schweden, Strömsund                                        | Faxälven                              | 182                 | Stahl               | Franz Dischinger                                           | 1956           | je 2 (× 4) Seile büschelförmig Betonfahrbahndecke nicht tragend                                                                          |
| Büchenauer Brücke                                        | Deutschland, Bruchsal                                      | Eisenbahngleise                       | 58,8                | Verbund             |                                                            | 1956           | Grabener Straße; je 1 Seil |
| Theodor-Heuss-Brücke                                     | Deutschland, Düsseldorf                                    | Rhein                                 | 260                 | Stahl               | Fritz Leonhardt Friedrich Tamms                            | 1957           | Längste Spannweite 1957–1959 Planung 1952/53 Je 3 Seile harfenförmig                                                                     |
| Expo-Brücke                                              | Deutschland, Duisburg                                      | A3                                    | 70                  | Stahl               | Egon Eiermann, Sep Ruf                                     | 1958           | nach der Expo 58 in Duisburg aufgestellt. je 3 Seile harfenförmig                                                                        |
| Severinsbrücke                                           | Deutschland, Köln                                          | Rhein                                 | 302                 | Stahl               | Fritz Leonhardt Gerd Lohmer                                | 1959           | Längste Spannweite 1959–1969 Erster A-Pylon Je 3 Seile                                                                                   |
| Ferdinand-Leitner-Steg ehemals Schillersteg              | Deutschland, Stuttgart                                     | Schillerstraße                        | 68,5                | Stahl               | Leonhardt und Andrä                                        | 1961           | seit 1997: Ferdinand-Leitner-Steg. Schräger Pylon, rückverankert                                                                         |
| Norderelbbrücke                                          | Deutschland, Hamburg                                       | Norderelbe                            | 172                 | Stahl               | Hellmut Homberg                                            | 1962           | 2 (× 2) Seile harfenförmig; 2 Mittelpylone                                                                                               |
| General-Rafael-Urdaneta-Brücke                           | Venezuela, Maracaibo                                       | Maracaibo-See                         | 1175 (235 × 5)      | Beton               | Riccardo Morandi                                           | 1962           | Erster Entwurf 1957, Baubeginn 1959. je 1 (× 16) Seile; 6 Pylone Länge insgesamt 8678 m                                                  |
| Brücke Jülicher Straße                                   | Deutschland, Düsseldorf                                    | Eisenbahn (ehem. Rangierbahnhof)      | 98,7                | Stahl               |                                                            | 1963           | je 1 Seil |
| George Street Bridge                                     | Vereinigtes Königreich, Newport, Wales                     | River Usk                             | 152                 | Stahl               | Mott, Hay & Anderson                                       | 1964           | je 3 (× 2) Doppelseile harfenförmig überlagert; 2 Pylone. Erste Schrägseilbrücke Großbritanniens                                         |
| Rheinbrücke Leverkusen                                   | Deutschland, Köln                                          | Rhein                                 | 280                 | Stahl               | Hellmut Homberg                                            | 1965           | je 2 (× 2) Seile harfenförmig, 2 Mittelpylone. Wird durch Neubau ersetzt.                                                                |
| Pont de Saint-Florent-le-Vieil                           | Frankreich, Saint-Florent-le-Vieil                         | Loire                                 | 208 (104 × 2)       | Stahl               |                                                            | 1965           | je 3 (× 2) Seile büschelförmig, ein Betonpylon auf halber Strecke                                                                        |
| Rheinbrücke Maxau                                        | Deutschland, Karlsruhe                                     | Rhein                                 | 175                 | Stahl               | Louis Wintergerst                                          | 1966           | je 3 Seilbänder fächerförmig; 1 Mittelpylon                                                                                              |
| Friedrich-Ebert-Brücke                                   | Deutschland, Bonn                                          | Rhein                                 | 280                 | Stahl               | Hellmut Homberg, Heinrich Bartmann                         | 1967           | je 20 Seile fächerförmig; 2 Mittelpylone. Erste Brücke mit Vielzahl an Seilen                                                            |
| Rheinbrücke Rees-Kalkar                                  | Deutschland, Rees – Kalkar                                 | Rhein                                 | 255                 | Stahl               | Hellmut Homberg                                            | 1967           | je 10 Seile harfenförmig; 2 Pylone |
| Polcevera-Viadukt                                        | Italien, Genua                                             | Polcevera                             | 220                 | Beton               | Riccardo Morandi                                           | 1967           | je 1 betonummanteltes Seil; 3 Pylone 2018 eingestürzt                                                                                    |
| Viadotto Ansa del Tevere                                 | Italien, Rom                                               | Bodensenke                            | 145                 | Beton               | Riccardo Morandi                                           | 1967           | je 1 betonummanteltes Seil; 1 rückverankerter Pylon                                                                                      |
| Batman Bridge                                            | Australien, Tasmanien                                      | Tamar River                           | 206                 | Stahl               | G Maunsell & Partners                                      | 1968           | 1 rückverankerter, geneigter A-Pylon |
| Onomichi-Brücke die hintere der beiden Brücken           | Japan, Onomichi, Hiroshima                                 | Seitenarm der Seto-Inlandsee          | 215                 | Stahl               | Japan Bridge & Structure Institute                         | 1968           | je 2 Seile büschelförmig |
| Harmsenbrug                                              | Niederlande, Europoort, Rotterdam                          | Hartelkanal                           | 109                 | Stahl               | Openbare Werken van de gemeente Rotterdam (Afdeling Staal) | 1968           | je 2 Seilbündel harfenförmig |
| Rheinkniebrücke                                          | Deutschland, Düsseldorf                                    | Rhein                                 | 319                 | Stahl               | Fritz Leonhardt Friedrich Tamms                            | 1969           | Längste Spannweite 1969–1971 Planung 1958 ff Je 4 Seile harfenförmig; 1 Pylon                                                            |
| Pont Masséna                                             | Frankreich, Paris                                          | Eisenbahngleise zum Gare d’Austerlitz | 161                 | Stahl               | Hellmut Homberg                                            | 1969           | Längste Brücke (492 m) in Paris |
| Rheinbrücke Neuenkamp                                    | Deutschland, Duisburg                                      | Rhein                                 | 350                 | Stahl               |                                                            | 1971           | Längste Spannweite 1971–1975 Je 3 (× 9) Seile; 2 Mittelpylone                                                                            |
| Brücke über das Wadi al-Kuf                              | Libyen, al-Dschabal al-Achdar                              | Wadi el-Kuf                           | 282                 | Beton               | Riccardo Morandi                                           | 1971           | je 1 betonummanteltes Seil; 2 Pylone 2017 für den Verkehr gesperrt                                                                       |
| Erskine Bridge                                           | Vereinigtes Königreich, Erskine (Renfrewshire), Schottland | River Clyde                           | 305                 | Stahl               | William Brown, Freeman Fox & Partners                      | 1971           | je 1 (× 24?); 2 Mittelpylone |
| Kurt-Schumacher-Brücke                                   | Deutschland, Mannheim                                      | Rhein                                 | 289                 | Stahl               | Fritz Leonhardt & Ruhrberg Ingenieurgemeinschaft           | 1972           | asymmetrische Seilanordnung; 1 A-Pylon; Seile aus Paralleldrahtbündeln                                                                   |
| Brücke des Slowakischen Nationalaufstandes               | Slowakei, Bratislava                                       | Donau                                 | 303                 | Stahl               | A. Tesár J. Lacko                                          | 1972           | 3 Seile (2×2 und 1×1) an Mittellinie; schrägstehender A-Pylon mit Restaurant auf der Spitze; 6 Seile Rückhaltung                         |
| VÖEST-Brücke                                             | Österreich, Linz                                           | Donau                                 | 215                 | Stahl               | ?                                                          | 1972           | je 3 Seile; 1 Mittelpylon. Erste Schrägseilbrücke Österreichs                                                                            |
| Werksbrücke West                                         | Deutschland, Frankfurt am Main                             | Main                                  | 148                 | Beton               | Ulrich Finsterwalder u. Herbert Schambeck Gerd Lohmer      | 1972           | je 13 Seile (× 2) harfenförmig; 1 Pylon. Erstmals für Eisenbahn- + Straßenverkehr                                                        |
| Oberkasseler Brücke                                      | Deutschland, Düsseldorf                                    | Rhein                                 | 258                 | Stahl               | Hans Grassl                                                | 1973 / 76      | Planung 1958 ff je 4 Seile harfenförmig; 1 Mittelpylon. 1973 neben der alten Brücke eröffnet, 1976 in die endgültige Position verschoben |
| Puente General Manuel Belgrano (Puente Chaco–Corrientes) | Argentinien, Resistencia – Corrientes                      | Río Paraná                            | 245                 | Beton               | Ammann & Whitney                                           | 1973           | von Riccardo Morandi beeinflusst |
| Köhlbrandbrücke                                          | Deutschland, Hamburg                                       | Hamburger Hafen                       | 325                 | Stahl               | Paul Boué, Egon Jux                                        | 1974           | Länge insgesamt 3618 m, lichte Höhe 53 m                                                                                                 |
| Rheinbrücke Speyer (A 61)                                | Deutschland, Speyer                                        | Rhein                                 | 275                 | Stahl               | Louis Wintergerst, Wilhelm Tiedje                          | 1974           | 1 A-förmiger Pylon |
| Puente Pumarejo                                          | Kolumbien, Barranquilla                                    | Río Magdalena                         | 140                 | Beton               | Riccardo Morandi                                           | 1974           | je 1 Seil betonummantelt; 2 Pylone Durch größeren Neubau ersetzt                                                                         |
| Prinz-Willem-Alexander-Brücke                            | Niederlande, bei Tiel                                      | Waal                                  | 267                 | Beton               |                                                            | 1974           | je 2 Seile in Betonummantelung büschelförmig; 2 Pylone. Einzige dieser Art in NL                                                         |
| Schrägseilbrücke                                         | Österreich, Wien                                           | Donaukanal                            | 119                 | Beton               | Alfred Pauser                                              | 1975           | je 1 (× 4 × 2) Seile; 2 Pylone |
| Saint-Nazaire-Brücke                                     | Frankreich, Saint-Nazaire                                  | Loire                                 | 404                 | Stahl               |                                                            | 1975           | Längste Spannweite 1975–1983 |

## Ausgewählte Schrägseilbrücken (ab 1976)
| Brücke                                                            | Ort                                             | überbrückt                    | Spannweite in Meter | Stahl Beton Verbund | Planung Architekt                                           | Fertigstellung | Anmerkungen |
| ----------------------------------------------------------------- | ----------------------------------------------- | ----------------------------- | ------------------- | ------------------- | ----------------------------------------------------------- | -------------- | --- |
| Nordbrücke                                                        | Ukraine, Kiew                                   | Dnepr                         | 300                 |                     | Georgi Fuks                                                 | 1976           | 1 A-Pylon |
| Brotonne-Brücke                                                   | Frankreich, Caudebec-en-Caux                    | Seine                         | 320                 | Beton               | Jean Muller                                                 | 1977           | je 21 Seile, fächerförmig; 2 Mittelpylone; durchgehender Beton-Hohlkasten                                                                                         |
| Complejo Zárate – Brazo Largo                                     | Argentinien, Zárate                             | Río Paraná                    | 330                 | Stahl               | Fabrizio de Miranda, Fritz Leonhardt                        | 1977           | Kombinierte Eisenbahn- und Straßenbrücke, Stahlhohlkasten u. Betonpylone                                                                                          |
| Carpineto-Brücke                                                  | Italien, Raccordo autostradale 5                | Hangmulde                     | 181                 | Beton               | Riccardo Morandi                                            | 1977           | Brücke beidseitig rückverankert |
| Cable Bridge                                                      | Vereinigte Staaten, Pasco–Kennewick, Washington | Columbia River                | 229                 | Beton               | Leonhardt, Andrä und Partner Arvid Grant                    | 1978           | Erste Schrägseilbrücke der USA |
| Ponte all’Indiano                                                 | Italien, Florenz                                | Arno                          | 206                 | Stahl               | Fabrizio de Miranda Adriano Montemagni, Paolo Sica          | 1978           | 2 rückverankerte Mittelpylone, getrennte Richtungsfahrbahnen |
| Raiffeisenbrücke                                                  | Deutschland, Neuwied                            | Rhein                         | 235                 | Stahl               | Bung, Grassl, Leonhardt und Andrä                           | 1978           | 1 Mittelpylon in Längsrichtung |
| Fleher Brücke                                                     | Deutschland, Düsseldorf-Flehe                   | Rhein                         | 368                 | Stahl               | Hans Grassl Gerd Lohmer                                     | 1979           | Pylon aus Spannbeton. Seinerzeit größte Spannweite der einhüftigen Schrägseilbrücken. Höchster Pylon in Deutschland.                                              |
| Ganterbrücke                                                      | Schweiz, Simplonpassstraße                      | Ganterbach                    | 174                 | Beton               | Christian Menn                                              | 1980           | Zweitgrößte Spannweite der Schweiz; gekrümmter Grundriss; verschiebliche Pfeiler. Häufig zu den Extradosed-Brücken gezählt.                                       |
| Tjörnbron                                                         | Schweden, Stenungsund                           | Askeröfjorden                 | 386                 | Stahl               |                                                             | 1981           | |
| Freiheitsbrücke                                                   | Serbien, Novi Sad                               | Donau                         | 351                 | Beton               | Gojko Nenadic, Predrag Zelalic, Blagoje Zaric Nikola Hajdin | 1981           | |
| Donaubrücke Metten                                                | Deutschland, Metten, A3                         | Donau                         | 145                 | Beton               |                                                             | 1981           | Zügelgurtbrücke; 1 Mittelpylon |
| Puente de Rande                                                   | Spanien, Vigo                                   | Ría de Vigo                   | 401                 | Beton               | Fabrizio de Miranda                                         | 1981           | |
| Ponte Edgar Cardoso                                               | Portugal, Figueira da Foz                       | Mondego                       | 225                 | Verbund             | Edgar Cardoso                                               | 1982           | Erste Schrägseilbrücke Portugals. Stahlfachwerkträger mit Betonplatte                                                                                             |
| Hale Boggs Memorial Bridge (Luling–Destrehan Bridge)              | Vereinigte Staaten, Louisiana                   | Mississippi River             | 372                 | Stahl               | Frankland & Lienhard Modjeski & Masters                     | 1983           | Erste Schrägseilbrücke über den Mississippi |
| Puente Ingeniero Carlos Fernández Casado (Barrios de Luna Brücke) | Spanien, Provinz León                           | Stausee Barrios de Luna       | 440                 | Beton               | Javier Manterola                                            | 1983           | Längste Spannweite 1983–1986 |
| Flößerbrücke                                                      | Deutschland, Frankfurt am Main                  | Main                          | 107                 | Beton               | Egon Jux                                                    | 1984           | Zügelgurtbrücke |
| Penang Bridge                                                     | Malaysia, Penang - Festland                     | Straße von Selatan            | 225                 | Beton               | Chin Fung Kee                                               | 1985           | Längste Brücke Malaysias |
| Alex Fraser Bridge                                                | Kanada, Metro Vancouver                         | Fraser River                  | 465                 | Verbund             | Buckland & Taylor                                           | 1986           | Längste Spannweite 1986–1991 Brückendeck mit Betonplatte auf Stahlrost                                                                                            |
| Sunshine Skyway Bridge                                            | Vereinigte Staaten, Saint Petersburg            | Tampa Bay                     | 366                 | Beton               | Figg & Muller Engineering Group                             | 1987           | Durchgehendes Betondeck, 2 Mittelpylone |
| Rama-IX.-Brücke                                                   | Thailand, Bangkok                               | Mae Nam Chao Phraya           | 450                 | Stahl               | Hellmut Homberg                                             | 1987           | Erste Schrägseilbrücke Thailands |
| Beeckerwerther Brücke                                             | Deutschland, Duisburg                           | Rhein                         | 310                 | Stahl               |                                                             | 1990           | 2 Mittelpylone |
| Südbrücke Kiew                                                    | Ukraine, Kiew                                   | Dnepr                         | 271                 |                     |                                                             | 1990           | 1 Pylon |
| Talbrücke Obere Argen                                             | Deutschland, Wangen im Allgäu                   | Obere Argen                   | 258                 | Stahl               | Schlaich Bergermann und Partner Hans Kammerer               | 1990           | 1 A-Pylon; die mittige Schrägaufhängung geht über in Unterspannung mit drei Luftstützen                                                                           |
| Queen Elizabeth II Bridge                                         | Vereinigtes Königreich, Dartford                | Themse                        | 450                 | Stahl               | Hellmut Homberg                                             | 1991           | Seinerzeit längste Schrägseilbrücke Europas |
| Skarnsundbrua                                                     | Norwegen, Inderøy                               | Skarnsund im Trondheimfjord   | 530                 | Beton               | Johs Holt as                                                | 1991           | Längste Spannweite aller Schrägseilbrücken 1991–1993 Bisher längste Spannweite der Betonbrückendecks.                                                             |
| Alamillo-Brücke                                                   | Spanien, Sevilla                                | Guadalquivir                  | 200                 | Stahl               | Santiago Calatrava                                          | 1992           | Schräger Mast ohne Rückverankerung |
| Second Hooghly Bridge                                             | Indien, Kolkata                                 | Hooghly                       | 457                 | Verbund             | Schlaich Bergermann und Partner                             | 1992           | Erste Schrägseilbrücke Indiens; genietet; Brückendeck mit Betonplatte auf Stahlrost. Baubeginn 1972; lange Unterbrechungen.                                       |
| Puente Río Mezcala                                                | Mexiko, Autopista del Sol Cuernavaca–Acapulco   | Río Mezcala                   | 311,5               | Verbund             | Alain Chauvin, Modesto Armijo                               | 1993           | Zweithöchste Brücke Lateinamerikas |
| Yangpu-Brücke                                                     | Volksrepublik China, Shanghai                   | Huangpu-Fluss                 | 602                 | Verbund             |                                                             | 1993           | Längste Spannweite 1993–1995 |
| Nordhordlandsbrua                                                 | Norwegen, Vestland                              | Salhusfjord                   | 172                 | Stahl               |                                                             | 1994           | Kombination einhüftige Schrägseilbrücke mit Pontonbrücke ohne Seilverankerung                                                                                     |
| ANZAC Bridge                                                      | Australien, Sydney                              | Johnstons Bay, Sydney Harbour | 345                 | Beton               | 1995                                                        |                | Längste Schrägseilbrücke Australiens |
| Pont de Normandie                                                 | Frankreich, Le Havre                            | Seine                         | 856                 | Stahl               | Michel Virlogeux Charles Lavigne                            | 1995           | Längste Spannweite aller Schrägseilbrücken 1995–1999 Längste Spannweite europäischer Schrägseilbrücken Nur 624 m der Hauptöffnung aus Stahl, Rest aus Spannbeton. |
| Rheinbrücke N4                                                    | Schweiz, Schaffhausen                           | Rhein                         | 125                 | Beton               |                                                             | 1995           | 1 schräger Pylon; im Grundriss gekrümmte Brücke |
| Prince of Wales Bridge                                            | Vereinigtes Königreich, Bristol                 | Severn                        | 456                 | Verbund             | Halcrow u. a.                                               | 1996           | Stahlverbundträger; zusätzliche dünne Seile zur Vibrationsdämpfung                                                                                                |
| Erasmusbrücke                                                     | Niederlande, Rotterdam                          | Nieuwe Maas                   | 278                 | Stahl               |                                                             | 1996           | Größte Klappbrücke Westeuropas |
| Sunnibergbrücke                                                   | Schweiz, Klosters                               | Landquart                     | 140                 | Beton               | Christian Menn                                              | 1998           | Extradosed-Brücke |
| Ponte Vasco da Gama                                               | Portugal, Lissabon                              | Tejo                          | 420                 | Stahl               | Michel Virlogeux (Berater)                                  | 1998           | Längste Brücke Europas |
| Ting-Kau-Brücke                                                   | Hongkong, Hongkong                              | Rambler Channel               | 475                 | Verbund             | Schlaich Bergermann und Partner                             | 1998           | 3 unterschiedlich hohe Pylone; Stahl-/Beton-Verbundbauweise des Brückendecks; Richtungsfahrbahnen durch Spalt getrennt; 4 Seilebenen                              |
| Obbrücke von Surgut                                               | Russland, Surgut                                | Ob                            | 408                 | Stahl               |                                                             | 2000           | Längste einhüftige Schrägseilbrücke Russlands |
| Öresundbrücke                                                     | Dänemark, Kopenhagen ↑↓ Schweden, Malmö         | Öresund                       | 490                 | Stahl               | Arup u. A.                                                  | 2000           | Eisenbahn- + Straßenbrücke |
| Suezkanal-Brücke                                                  | Ägypten, El Qantara                             | Suezkanal                     | 404                 | Stahl               |                                                             | 2001           | Höchste, im Flachland stehende Schrägseilbrücke, lichte Höhe 70 m                                                                                                 |
| Leonard P. Zakim Bunker Hill Memorial Bridge                      | Vereinigte Staaten, Boston                      | Charles River                 | 227                 | Stahl               | Christian Menn u. a. Miguel Rosales                         | 2002           | 10 Fahrspuren; breiteste (56 m) Schrägseilbrücke der Welt |
| Franjo-Tuđman-Brücke                                              | Kroatien, Dubrovnik                             | Ombla                         | 304                 | Verbund             | Herbert Schambeck, Karl Sporschill                          | 2002           | Kombination einhüftige Schrägseilbrücke mit Spannbeton-Auslegerbrücke                                                                                             |
| Wadi Abdoun Bridge                                                | Jordanien, Amman                                | Wadi Abdoun                   | 132 × 2             | Stahl               | Dar Al-Handasah                                             | 2006           | Einzige Schrägseilbrücke Jordaniens. Extradosed-Brücke |
| Berliner Brücke                                                   | Deutschland, Halle (Saale)                      | Güterbahnhof Halle (Saale)    | 171                 | Verbund             | Grassl Uwe Graul                                            | 2006           | Erste Stahlverbundbrücke in Deutschland, gekrümmter Grundriss |
| Strelasundquerung (Rügenbrücke)                                   | Deutschland, Stralsund                          | Strelasund – Ziegelgraben     | 198                 | Stahl               | Schüßler-Plan André Keipke                                  | 2007           | |
| Schiwopisny-Brücke                                                | Russland, Moskau                                | Moskwa                        | 410                 | Stahl               |                                                             | 2007           | |
| Niederrheinbrücke                                                 | Deutschland, Wesel                              | Rhein                         | 335                 | Stahl               |                                                             | 2009           | 1 Pylon (Umgedrehtes Y) |
| Golden Ears Bridge                                                | Kanada, Metro Vancouver                         | Fraser River                  | 242 × 3             | Beton               | Bilfinger Berger                                            | 2009           | 4 Pylone; größte Extradosed-Brücke Kanadas |
| Samuel Beckett Bridge                                             | Irland, Dublin                                  | Liffey                        | 123                 | Stahl               | Santiago Calatrava                                          | 2009           | Drehbrücke |
| Greenville Bridge                                                 | Vereinigte Staaten, Greenville (Mississippi)    | Mississippi River             | 420                 | Beton               | HNTB Corporation                                            | 2010           | |
| Hochstraße Považská Bystrica                                      | Slowakei, Považská Bystrica                     | (Hochstraße im Ort)           | 122 × 6             | Beton               | Miroslav Maťaščík                                           | 2010           | Extradosed-Brücke; 7 Pylone |
| Straßenbrücke Niederwartha                                        | Deutschland, Dresden–Niederwartha               | Elbe                          | 192                 | Verbund             | Leonhardt, Andrä und Partner                                | 2011           | Stahlverbundträger |
| Pont de Térénez                                                   | Frankreich, Argol – Rosnoën                     | Aulne                         | 285                 | Beton               | Michel Virlogeux Charles Lavigne                            | 2011           | Erste im Grundriss gekrümmte Schrägseilbrücke Frankreichs |
| Savebrücke über die Ada Ciganlija                                 | Serbien, Belgrad                                | Save                          | 376                 | Stahl und Beton     | Viktor Markelj und Peter Gabrijelčič                        | 2011           | Spannweite 376 m aus Stahl, Spannweite 250 m aus Beton als Gegengewicht                                                                                           |
| John James Audubon Bridge                                         | Vereinigte Staaten, St. Francisville, Louisiana | Mississippi River             | 482                 | Stahl               |                                                             | 2011           | |
| Baluarte-Brücke                                                   | Mexiko, Mazatlán – Durango                      | Río Baluarte                  | 520                 | Stahl               |                                                             | 2012           | Höchste Schrägseilbrücke der Welt (403 m über dem Talgrund) |
| Donaubrücke 2 (Brücke „Neues Europa“)                             | Bulgarien, Widin ↑↓ Rumänien, Calafat           | Donau                         | 180                 | Beton               |                                                             | 2013           | Eisenbahn- und Straßenbrücke; zweite Donaubrücke zwischen Bulgarien und Rumänien                                                                                  |
| Poyabrücke                                                        | Schweiz, Freiburg im Üechtland                  | Saane                         | 196                 | Stahl               |                                                             | 2014           | Längste Spannweite der Schweizer Schrägseilbrücken |
| Puente de la Constitución de 1812                                 | Spanien, Cádiz                                  | Bucht von Cádiz               | 540                 | Verbund             | Javier Manterola, CFCSL                                     | 2015           | größte Spannweite spanischer Schrägseilbrücken, längste Brücke Spaniens                                                                                           |
| Queensferry Crossing                                              | Vereinigtes Königreich, Schottland              | Firth of Forth                | 650                 | Verbund             | Arup + Jacobs Engineering                                   | 2017           | Gekreuzte Schrägseile |

## Schrägseilbrücken mit mehreren Öffnungen
| Brücke                                           | Ort                                    | überbrückt                           | Gesamtlänge | Spannweiten m (kumuliert) | Höhe m | Stahl Beton Verbund | Planung Architekt               | Fertigstellung | Anmerkungen                                                                                        |
| ------------------------------------------------ | -------------------------------------- | ------------------------------------ | ----------- | ------------------------- | ------ | ------------------- | ------------------------------- | -------------- | -------------------------------------------------------------------------------------------------- |
| Viaduc de Millau                                 | Frankreich, Millau                     | Tarn                                 | 2460        | 2460                      | 270    | Stahl               | Michel Virlogeux                | 2004           | 2460 m (240 + 342×6 + 240 m) langes Brückendeck. Höchster Pylon (343 m)                            |
| Charilaos-Trikoupis-Brücke (Rio-Andirrio-Brücke) | Griechenland, Rio (Achaia) – Andirrio  | Golf von Korinth                     | 2883        | 2252                      | 52     | Stahl               | Vinci Berdj Mikaëlian           | 2004           | 2252 m (286 + 560×3 + 286 m) langes durchgehendes Brückendeck aus Stahlrahmen mit Stahlbetonplatte |
| Ting-Kau-Brücke                                  | Hongkong                               | Rambler Channel                      | 1177        | 1177                      | 201    | Verbund             | Schlaich Bergermann und Partner | 1998           | Spannweiten: 127 + 448 + 475 + 127 m                                                               |
| General-Rafael-Urdaneta-Brücke                   | Venezuela, Maracaibo                   | Maracaibo-See                        | 8678        | 1175                      | 52     | Beton               | Riccardo Morandi                | 1962           | Spannweiten der Schrägseilbrücke: 5 × 235 m                                                        |
| Hochstraße Považská Bystrica                     | Slowakei, Považská Bystrica            | Waag                                 | 968         | 732                       | 33     | Beton               | Miroslav Maťaščík               | 2010           | Extradosed-Brücke; 6 × 122 m                                                                       |
| Puente Orinoquia                                 | Venezuela, Ciudad Guayana, Venezuela   | Orinoco                              | 3156        | 600                       | 120    | Verbund             | Leonhardt, Andrä und Partner    | 2006           | Hauptöffnungen 2×300                                                                               |
| Donaubrücke 2 (Brücke „Neues Europa“)            | Bulgarien, Widin ↑↓ Rumänien, Calafat  | Donau                                | 1791        | 540                       | 44     | Beton               |                                 | 2013           | Hauptöffnungen 3 × 180                                                                             |
| Sunnibergbrücke,                                 | Schweiz, zwischen Klosters und Serneus | Umfahrung Klosters Tal der Landquart | 526         | 526                       | 62     | Beton               | Christian Menn                  | 1998           | Spannweiten von 59 + 128 + 140 + 134 + 65 m                                                        |
| Golden Ears Bridge                               | Kanada, Langley, Maple Ridge           | Fraser River                         | 976         | 726                       | 80     | Beton               | Buckland & Taylor               | 2009           | Spannweiten 3×242 m                                                                                |

## Schrägseilbrücken mit den größten Spannweiten (eine Hauptöffnung)
Alle Brücken sind über der Hauptöffnung Stahlkonstruktionen
| Brücke                     | Ort                                   | überbrückt         | Spannweite in Meter | Planung Architekt                | Fertigstellung | Anmerkungen |
| -------------------------- | ------------------------------------- | ------------------ | ------------------- | -------------------------------- | -------------- | --- |
| Russki-Brücke              | Russland, Wladiwostok                 | Östlicher Bosporus | 1104                |                                  | 2012           | Längste einzelne Spannweite weltweit |
| Hutong-Brücke              | Volksrepublik China, Nantong, Jiangsu | Jangtsekiang       | 1092                |                                  | 2021           | zweitlängste Spannweite bei Eröffnung |
| Sutong-Brücke              | Volksrepublik China, Nantong, Jiangsu | Jangtsekiang       | 1088                |                                  | 2008           | Längste Spannweite 2008–2012 |
| Stonecutters Bridge        | Hongkong, Hongkong                    | Rambler Channel    | 1018                | Dissing+Weitling, Arup           | 2009           | |
| Edong Brücke               | Volksrepublik China, Huangshi, Hubei  | Jangtsekiang       | 926                 |                                  | 2010           | |
| Tatara-Brücke              | Japan, Nishiseto-Autobahn             | Seto-Inlandsee     | 890                 |                                  | 1999           | Längste Spannweite 1999–2008 |
| Pont de Normandie          | Frankreich, Le Havre                  | Seine              | 856                 | Michel Virlogeux Charles Lavigne | 1995           | Längste Spannweite weltweit 1995–1999 Längste Spannweite europäischer Schrägseilbrücken Nur 624 m der Hauptöffnung aus Stahl, Rest aus Spannbeton. |
| Jingyue-Brücke             | Volksrepublik China, Jingzhou, Hubei  | Jangtsekiang       | 816                 |                                  | 2010           | 2 ungleich hohe H-Pylone |
| Incheon-Brücke             | Südkorea, Incheon                     | Gelbes Meer        | 800                 | Chodai Co., Seo Yeong            | 2009           | |
| Solotoi-Brücke             | Russland, Wladiwostok                 | Goldenes Horn      | 737                 |                                  | 2012           | |
| Shanghai Changjiang Daqiao | Volksrepublik China, Shanghai         | Jangtsekiang       | 730                 |                                  | 2009           | |